# Jo Benkow

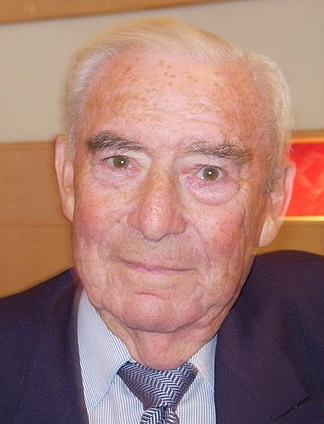
Jo Benkow.

Jo Benkow, född Josef Elias Benkowitz 15 augusti 1924 i Trondheim, död 18 maj 2013 i Oslo, var en norsk politiker för Høyre och stortingspresident. Han var stortingsrepresentant för Akershus (Høyre; 1965–93), ordförande i Høyre (1980–84), ordförande i Høyres stortingsgrupp (1981–85) och stortingspresident (1985–93).
Familjen flyttade i hans barndom till Stabekk i Bærum i Norge, där han växte upp. 1942 flydde han först till Sverige och sedan vidare till Storbritannien för att undgå nazisternas judeförföljelser. Vidare åkte han till Little Norway i Kanada och utbildade sig till jaktpilot.
Efter att ha återvänt till Norge efter kriget slut arbetade han som fotograf, ett yrke som hans far och farfar också haft. Han har behållit ett starkt intresse för fotografi, och blir regelbundet inbjuden att öppna fotoutställningar och som hedersgäst på andra begivenheter inom fotobranschen.
Han skrev också några böcker, bland annat Fra synagogen til Løvebakken (1985), Olav - menneske og monark (1991) och Hundre år med konge og folk (1998).
Efter sin sista period i Stortinget var Benkow en eftertraktad föredragshållare i många sammanhang, speciellt sådana som berör Mellanöstern och antisemitism.
År 1999 blev han medlem av styrelsen för Treffpunkt, en nättidning för äldre, som etablerades av NRK-veteranen Per Øyvind Heradstveit.
Det väckte uppmärksamhet då han angrep förre statsministern och partikollegan Kåre Willoch för att vara "den mest partiska personen i landet" i samband med Willochs engagemang för det palestinska folket.
Benkow har varit president i Den internationella Helsingforsfederationen, och i Sakharovs Frihetsfond.

## Priser och utmärkelser
- Bokhandlarpriset 1985